# علي إحسان سو
علي إحسان سو (بالتركية: Ali İhsan Su)‏ هو بيروقراطي تركي، ولد في 25 يونيو 1959 في قونية في تركيا.